# Infernal Overkill
Infernal Overkill är det tyska thrash metal-bandet Destructions första fullängdsalbum, utgivet 1985. Albumet utgavs på LP, kassettband och CD.

## Låtlista
| Nr           | Titel                        | Längd |
| ------------ | ---------------------------- | ----- |
| 1.           | Invincible Force             | 4:20  |
| 2.           | Death Trap                   | 5:49  |
| 3.           | The Ritual                   | 5:11  |
| 4.           | Tormentor                    | 5:06  |
| 5.           | Bestial Invasion             | 4:36  |
| 6.           | Thrash Attack (instrumental) | 2:56  |
| 7.           | Antichrist                   | 3:44  |
| 8.           | Black Death                  | 7:39  |
| Total längd: | Total längd:                 | 39:26 |

## Medverkande
- Schmier (Marcel Schirmer) – basgitarr, sång
- Mike Sifringer – gitarr
- Tommy Sandmann – trummor